# Jacint Salvadó
Jacint Salvadó i Aragonés Mont-roig del camp 1892 es un pintor, grabador y ceramista español.

## Biografía

### Juventud y formación
Contrajo el paludismo en su infancia, lo que le lleva a pasar muchas horas dedicado al dibujo, despertándose así una vocación que lo llevará trasladarse a Barcelona donde en 1907 inicia su formación pictórica en La llotja.
Entre 1907 y 1913, viajará a París, Madrid, Marsella pero no será hasta 1919 cuando se instalará en la capital francesa, donde ingresará en la Escuela de Bellas Artes, conocerá a artistas como Ossip Zadkine o Lipchitz y entrará en contacto con las Vanguardias.

### Primeras exposiciones: entre París y Barcelona
Ya integrado en la vida parisina, regresa a Barcelona en 1921 para presentar su primera exposición en las célebres Galeries Dalmau de Josep Dalmau, las mismas en las que expusieron Picasso, Miró, Dalí o Torres-García entre muchos otros.
Durante 1922 y 1923 colaborará con André Derain como modelo pero también como ayudante: prepara sus telas y le ayuda en la realización de decorados para obras teatrales. Esta relación se romperá cuando Picasso le pida que pose para él y Salvadó quedaré inmortalizado en los célebres retratos de arlequín. En agradecimiento por estas sesiones, Picasso le comprará tres obras y le introducirá en el mundo de los marchantes de París.
A mediados de los 20, Salvadó empieza a exponer regularmente en galerías de París como la Bing o la Worms-Billet y su pintura va abandonando el expresionismo de sus primeros años para acercarse a la abstracción. En el plano personal, contrae matrimonio con la bailarina y pianista Anita Wiskeman.
La llegada de la República le lleva a pasar temporadas en Cataluña pero en 1935 se exilia definitivamente instalándose en Le Castellet, donde residirá hasta que su interés por la abstracción y el estallido de la Segunda Guerra Mundial le llevan a trasladarse a Suiza donde contacta con el grupo de la Bauhaus y se relaciona con Jean Arp o Auguste Herbin. Expondrá en la Galerie des Eaux-Vives, centro del arte abstracto geométrico, y en su obra dominará la línea curva y el color, si bien con el tiempo también incorporará las líneas rectas.

### Consolidación artística
El fin de la ocupación nazi le lleva a regresar a Le Castellet, pero se mantiene en contacto con París. Cuando en 1946 Herbin inaugura el Salon des Rrealites nouvelles, Salvadó se incorporará en las ediciones de 1948 a 1956.
Los años 50 suponen también un breve retorno a la figuración que combina con su pintura abstracta. A mediados de esa década se interesa por el informalismo con trabajo próximo al de Vieira da Silava, si bien nunca abandonará la abstracción geométrica. Su pintura consigue reducir la forma abstracta a un fenómeno básicamente óptico de colores vivos y contrastados que se pueden considerar como un antecedente de la obra de Vasarely.
La década de los 60 será difícil. Las dificultades económicas llevan a Salvadó a iniciarse en la cerámica, lo que le permitirá realizar vidrieras y cerámicas en la iglesia de la Forcaz, en la Alta Saboya. Fallece su mujer Anita y decide trasladarse a París donde expondrá en la galería Simone Héller. Conocerá a Marcelle Rezzonico que con el tiempo será su tercera esposa.
En los 70, ya instalado en París, su obra abstracta y geométrica alcanza su máxima expresión. Son años de reconocimiento por parte de la crítica y exposiciones en galerías importantes como Juana Mordó en Madrid o Simone Heller en París así como en Lisboa, Zaragoza, Alicante…
En 1983, Jacint Salvadó fallece en Le Castellet.

### Reconocimiento
Tras su muerte la obra de Salvadó pasó inadvertida, pero poco a poco su figura va alcanzando mayor relevancia: al llegar la década de los 90, empiezan a sucederse exposiciones individuales en galerías de Francia, Alemania, España… En Barcelona la Pia Almoina presenta la primera retrospectiva de su obra. Comisariada por Maria Lluïssa Borràs, la muestra presenta desde sus inicios marcados por el expresionismo hasta la etapa geométrica final incluyendo sus años informalistas.
El Ayuntamiento de su Mont-roig del camp natal también reivindica su figura con una exposición en el año 2000 y su obra está presente de forma destacada en la exposición “25 anys de galería” que presenta la Sala Dalmau de Barcelona, premiada como la mejor exposición de 2005 por la Asociación Catalana de Crítica de Arte. En esa misma galería expondrá individualmente en 1994,2003 y 2011.
En el año 2002 el Museo Nacional Centro de Arte Reina Sofía presenta una completa retrospectiva de su obra acompañada de un magnífico catálogo que da a conocer a su obra entre el gran público.
En 2008, el Museo de Arte Moderno de Tarragona también reivindica su trabajo con la exposición “Jacint Salvadó: un camí vers l’abstracció”, la más importante que se le ha dedicado en Cataluña hasta la fecha.
2015 es un año importante para su trayectoria, 3 exposiciones simultáneas la recuperan: la Sala Dalmau de Barcelona, la galería Muro de Valencia y el Instituto Cervantes de París, siendo esta última su primer reconocimiento institucional en Francia, su país de adopción.

## Obra y legado
La obra de Salvadó fue recocida por la crítica desde el inicio de su carrera, ya a raíz de una de sus primeras exposiciones en la galería Bing de París, el prestigioso Waldemar Georges escribe:
“La inolvidable exposición de Salvadó en la galería Bing nos da una idea completa del talento garantizado de este artista. Un gran pintor de quien las simples tentativas presentan un indudable interés. Este español pinta y sugiere la nieve como sólo han sabido hacer los pintores flamencos”
Juan Manuel Bonet, crítico de arte y director del Instituto Valenciano de Arte Moderno y del Museu nacional Centro de Arte Reina Sofía, que ya incluía a Salvadó en su famoso “Diccionario de las Vanguardias en España, 1907-1936”, en la introducción del catálogo de su exposición retrospectiva en el Museo Reina Sofía se refirió a los años de la década de los 60 en adelante diciendo:
“…fueron los de su gran obra. Definitivamente retornado a la geometría, la vivió con una personalísima mezcla de rigor y libertad, entregado a una composición laberíntica, a un cromatismo radiante, a una factura cálida que revela una fuerte voluntad pictoricista. Sus cuadros de aquel entonces, muchos de ellos excepcionales, no se parecen a nada de lo hecho por los amigos españoles de la línea recta…”.
En su Cataluña natal su obra también se ha reivindicado: en su presentación para la exposición en la Sala Dalmau de Barcelona, el que fue director del Museo Nacional de Arte de Cataluña Xavier Barral i Altet, escribió:“Nos queda el placer de su pintura, de estas geometrías construidas con colores que a partir de inicios de los años setenta han caracterizado la alegría vital de sus telas, la juventud permanente de un pintor que todavía nos habla con sus pinceles inmóviles. El nombre de Salvadó es un punto y aparte en la historia del arte catalán, en la del arte francés, en cambio, tiene un lugar consolidado al lado de movimientos como Cercle et Carré o Rélités Nouvelles y de nombres como Bazaine, Manessier o Jean Hélion i Auguste Herbin.
El crítico de arte de El Periódico de Catalunya Josep Maria Cadena, en su crítica sobre de la exposición de Salvadó en la Sala Dalmau de Barcelona en 2003 reivindicaba su figura para el gran público: “Se trata, por lo tanto, de un pintor reconocido a un alto nivel crítico y de estudios, pero que aún no ha calado en el más amplio sector de los seguidores de la pintura contemporánea”.
En el catálogo de la exposición que le dedicó el Museo de Arte Moderno de Tarragona en 2008, el estudioso de la obra de Salvadó Antonio Salcedo Miliani, comenta sobre su etapa informalista: “…lo que interesa al artista es la experimentación plástica y la libertad que ésta le proporciona cuando pinta. El hecho pictórico tiene en estas obras un carácter único, que se puede resumir en el puro acto de pintar, que se concreta en cada obra según la personalidad del creador, según su estado de ánimo y según su experiencia y sus conocimientos”.